# Karlsø
Karlsø er en sø sydøst for Bryrup i Silkeborg Kommune. Den har afløb til nabosøen Bryrup Langsø mod nordvest.
Karlsø er næringsrig og uklar, men er inde i en positiv udvikling efter afskæring af spildevand. De senere år har miljøtilstanden dog været ustabil. Søen har således i perioder været fyldt med vandplanten vandpest.
Fra en P-plads på Kæmpesmøllevej, der løber mellem Bryrup Langsø og Karlsø, udgår en afmærket, 1,5 km lang rute omkring Karlsø. I den østlige ende af søen kan man bade, og der er borde og bænke.